# دفيل (بلجيكا)
دَفِيل أو دُفِل هي بلدية في مقاطعة أنتقري البلجيكية.

## قماش دفيل
أعطت المدينة اسمها لنوع من القماش الصوفي الثقيل يستخدم عمومًا في صناعة البطانيات والمعاطف خاصة للقوات المسلحة ونوع من الحقائب يُسمى كيس دفيلي. كانت صناعة الجوخ مهمة في المنطقة في العصور الوسطى وكان القماش المنتج في دفييل نوًعًا أسمك. انتقلت تقنية التصنيع إلى إنجلترا مع المهاجرين الفلمنكيين في القرن السادس عشر. كان اسم القماش معروفًا جدًا لدرجة أن نوعًا من المعاطف المصنوع من القماش والمصنع في إنجلترا حصل على اسم معطف دفيل .

## الصور

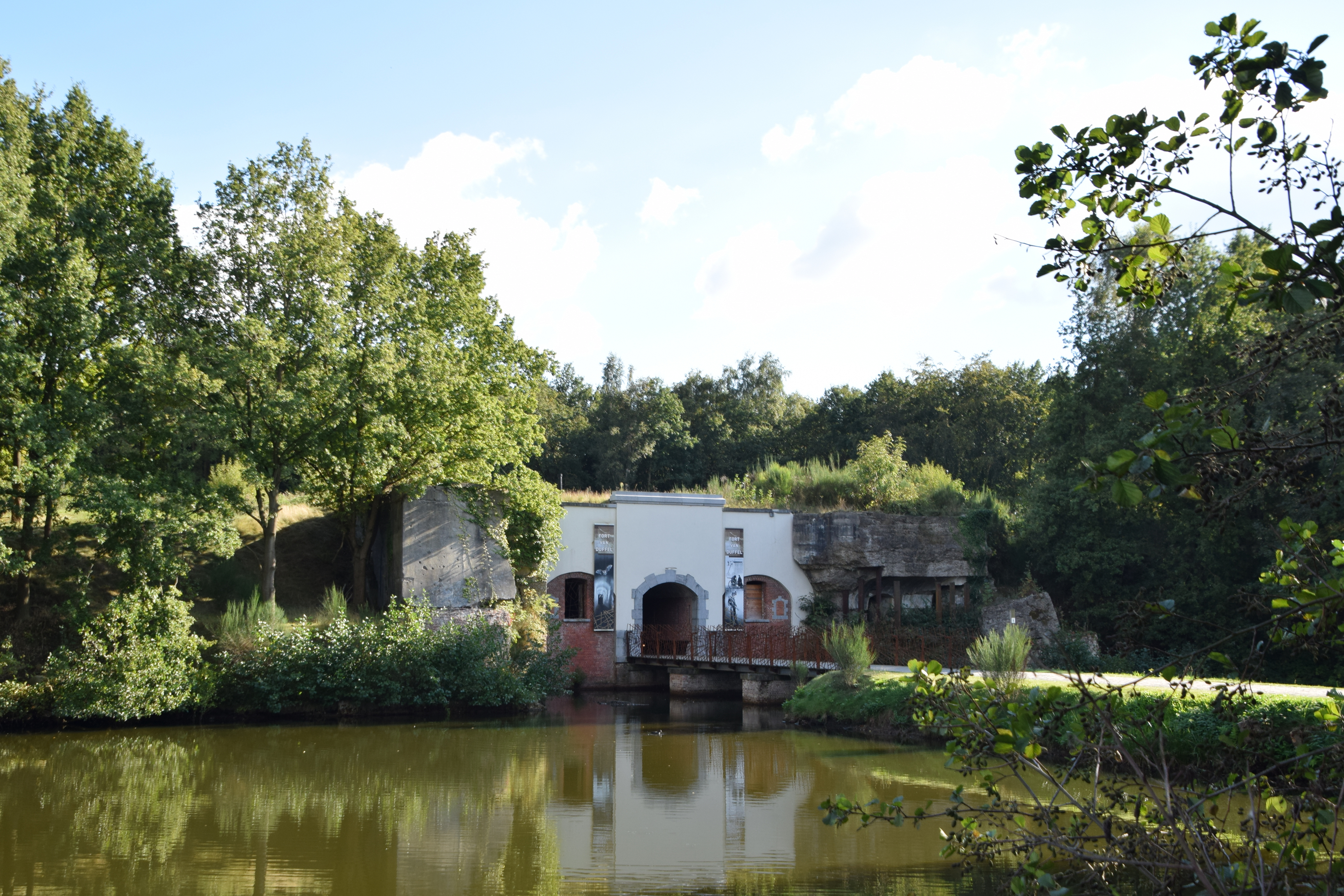
حصن دفيل
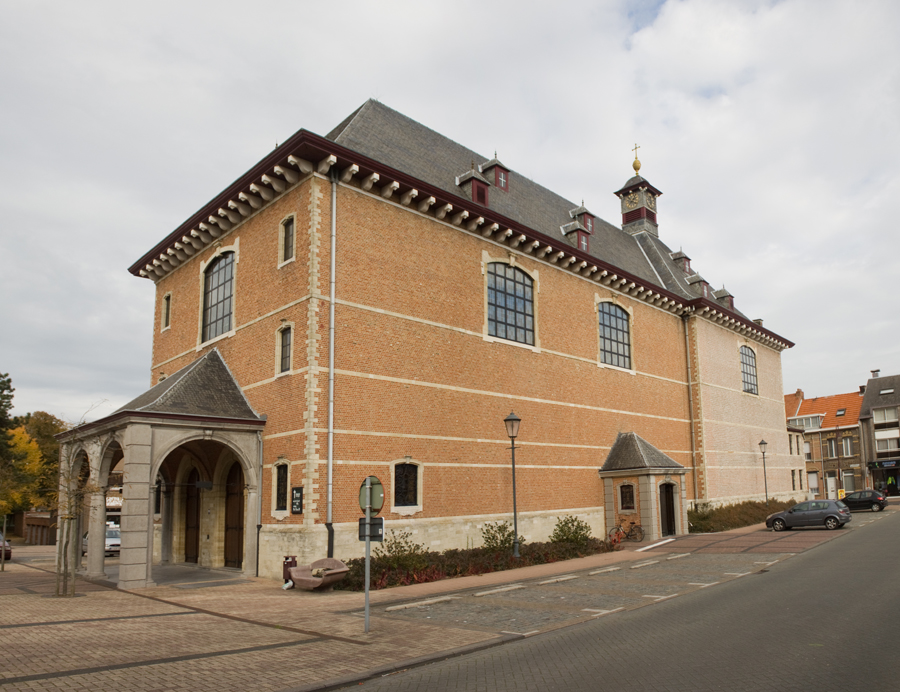
كنسية
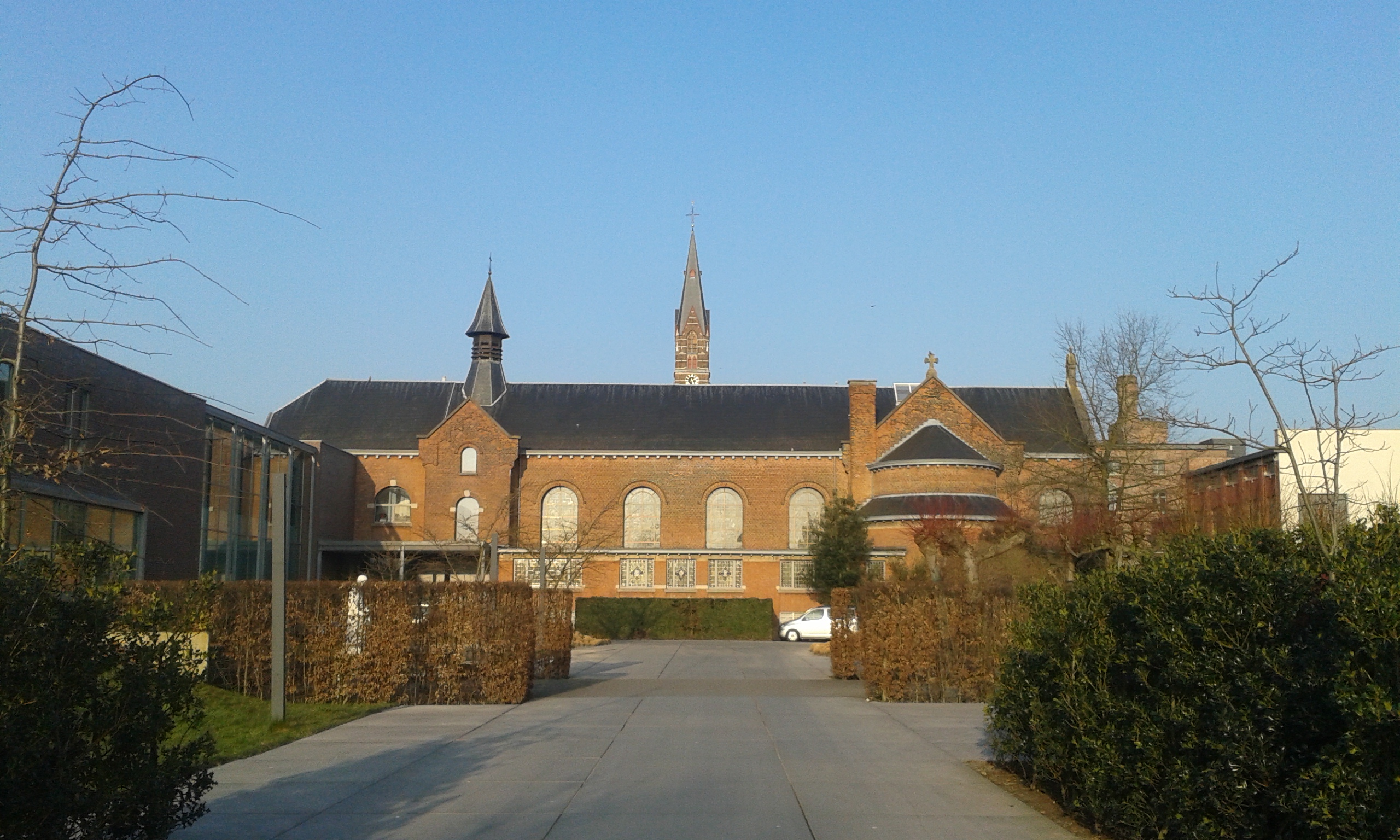
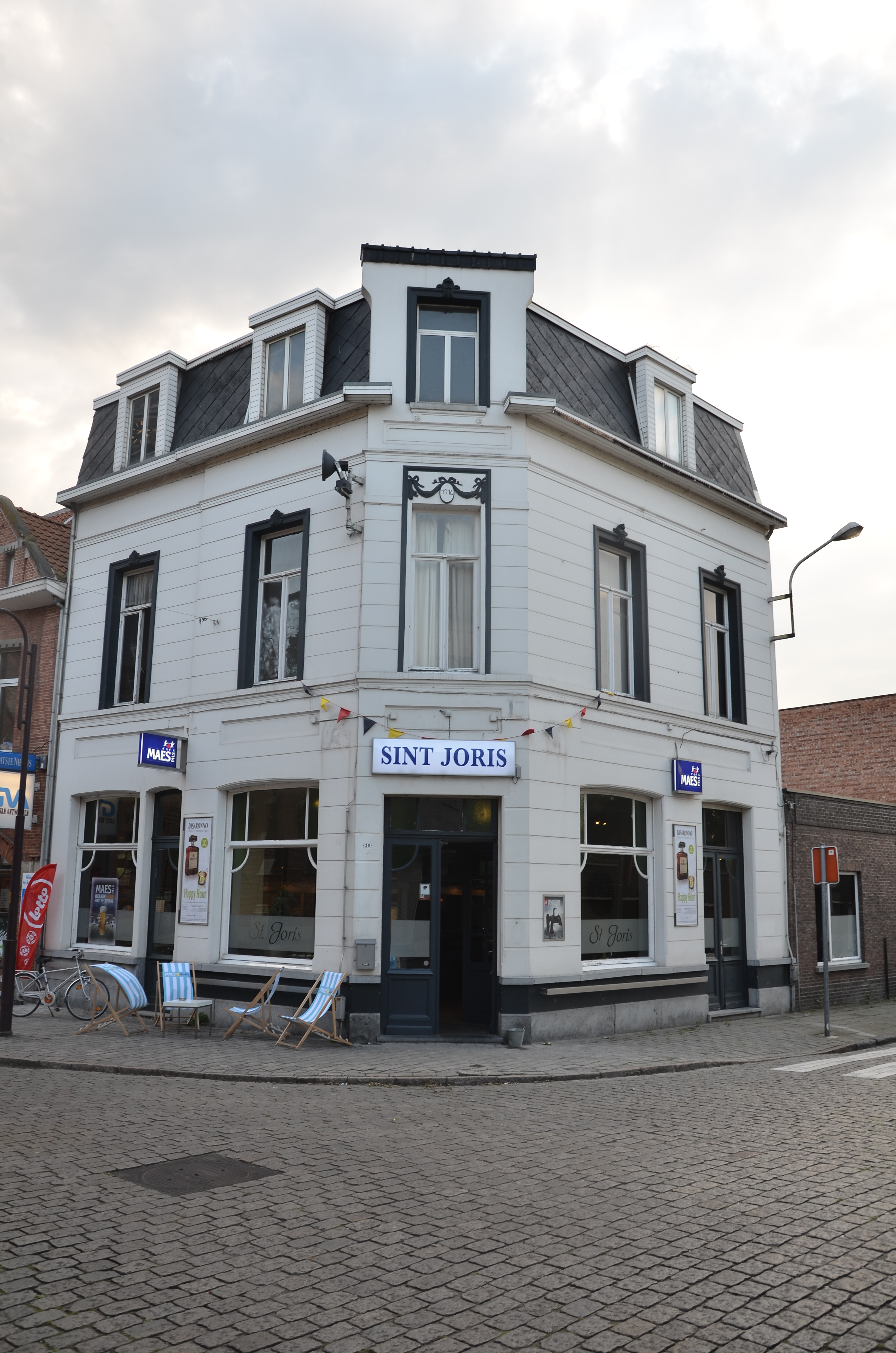
حانة